# GP32
A GP32 (GamePark 32) egy hordozható kézi játékkonzol amit a koreai Game Park készített.

## Leírás
A konzolban egy 124 MHz ARM processzor, és 10 MB RAM van. Ellentétben a többi handheld konzollal, ezen nem cartridge-on (kazetta) vannak a játékok hanem SmartMedia kártyákon, ezzel megkönnyítve az amatőr játékfejlesztők dolgát. A konzolon van egy USB port amin keresztül számítógépre lehet kötni.
Három fő verziót adtak ki: Az eredeti GP32-t, azaz az FLU (front-lit unit) amit a Hahotech készített, a BLU-t (back-lit unit) amit 2004 nyarán adtak ki Európában. 2004 végén a Game Park kiadta a BLU+ (back-lit unit+) verziót, ami a képernyőjében különbözött a sima BLU-tól. Minden hivatalos gép fehér volt vagy szürke vagy fehér gombokkal.

## A GP32 szolgáltatásai

### DivX
A GP32 csak egy ingyenes szoftverrel, a GPCinemaval képes lejátszani a DivX fájlokat.

### Szoftver telepítés
A GP32 a szoftvereket SmartMedia-ra írják aminek mérete 2MB-tól 128MB-ig terjedhet. Ezen a felhasználó a szoftvereket és a játékokat tárolhatja.
A hivatalos játékokat internetről lehet letölteni vagy "dobozosan" is meg lehet venni. A dobozos változatokban SmartMedia kártyák vannak amik csak ezekről a kártyákról futtathatóak. A letöltős változatokhoz egy koreai weboldalon meg kell adni a GP32 ID-jét (sorozatszám), így csak azon a GP32 lesznek futtathatóak. A letölthető játékok ára 10 dollártól 30 dollárig terjed.

### Nem hivatalos játékok
A Game Park a GP32-t erősnek és könnyen kezelhetőnek akarta tervezni, de azt is akarta, hogy otthon is könnyen lehessen szoftvereket írni rá. Minden vásárolt GP32 lehet regisztrálni a hivatalos weboldalon és akkor kap egy fejlesztői programot. A Game Park weboldalára ezeket fel is lehet tölteni.

### Emulátorok
A GP32-re több emulátort is írtak. Ezek általában 16 bites vagy régebbi konzolok emulátora. Windows-ra is van GP32 emulátor.

## Játékok
A 2001. november 23-ai induláskor 5 játék volt elérhető. Mostanra körülbelül 28 játékot adtak ki. A legutóbbi kiadott játék egy platformer/RPG, a Blue Angelo volt amit 2004. december 16-án adtak ki. A legtöbb játékot kétféleképpen lehet megvenni: dobozban és a Game Park JoyGP webboltjában. A JoyGP a MegaGP store nemzetközi változata, ami csak Dél-Koreaában árult játékokat. A Blue Angelo-t csak dobozosan lehetett megvenni, a Gloop Deluxe-ot pedig csak interneten keresztül, de nem a JoyGP oldalán.
Igaz, hogy viszonylag kevés játékot adtak ki hivatalosan, de nagyon sok emulátor és otthoni készítésű játék látott napvilágot.
Az Ericsson Chatboard micro-billentyűzetét módosították, hogy használni lehessen a GP32-n is.

## Árusítások
Legtöbbet Koreában adták el és Ázsia egyes részein, de a GP32 BLU modellt 2004. június 15-én már árulták Portugáliában, Spanyolországban és Olaszországban €199-ós áron. A GP32-t hivatalosan nem lehetett Amerikában megvásárolni.
2007 végéig körülbelül 30,000 darabot adtak el a konzolból.

## BLU+
2004 decemberében adták ki. Ebben a modellben más volt az LCD kijelző (egy tajvani cég gyártotta a Samsung helyett), ez néhány kompatibilitási problémákat okozott.

## Adatok
| Méret       | 147 mm × 88 mm × 34 mm |
| Súly        | 0.163 kg |
| Kijelző     | 3.5" TFT, 16-bit-es szín, 320 × 240 pixeles felbontás |
| Processzor  | Samsung S3C2400X01 (ARM920T mag), 20-tól 133 MHz-ig (illetve 166 MHz+ "tuningolható". Illetve néhány esetben a 256 MHz határ is elérhető (nem stabil, hamar lemerül). Néhány régebbi "rossz" modell csak 132 MHz-es.) |
| RAM         | 10 MB SDRAM |
| ROM         | 512 KB |
| Hang        | 44.1 kHz 16 bites sztereó hang 4 vagy több csatornás WAV keverés 16-part polyphonic software MIDI sztereó hangszórók                                                                                                  |
| Média       | SmartMedia 8–128 MB |
| Akkumulátor | 2 × AA elem 3-V DC adapter. Az elemekkel a konzol 6-12 órát működhet. |

## Egyéb handheld a Game Parktól
- GP2X - 2 magos processzor
- GP2X Wiz - A GP2X utáni handheld
- XGP - soha ki nem adott